# Dennis Cooper
Dennis Cooper, född 1953 i Pasadena, Kalifornien, uppväxt i Arcadia, är en amerikansk författare, poet, kritiker, redaktör, samt performancekonstnär.
Cooper är förmodligen mest känd för sin bokserie ofta namngiven som George Miles-cykeln. Serien började med boken Closer (svensk titel: Närmare) utgiven 1989. Serien avslutades år 2000 med boken Period. Samtliga böcker i serien är följande:
- Closer (1989) ISBN 0-8021-3212-X (svensk titel: Närmare. ISBN till svenska översättningen: ISBN 91-85000-09-4)
- Frisk (1991) ISBN 0-8021-3289-8 (svensk titel: Kluven. ISBN till svenska översättningen: ISBN 91-85000-29-9)
- Try (1994), ISBN 0-8021-3338-X
- Guide (1997), ISBN 0-8021-3580-3
- Period (2000), ISBN 0-8021-3783-0